# 탈세포화

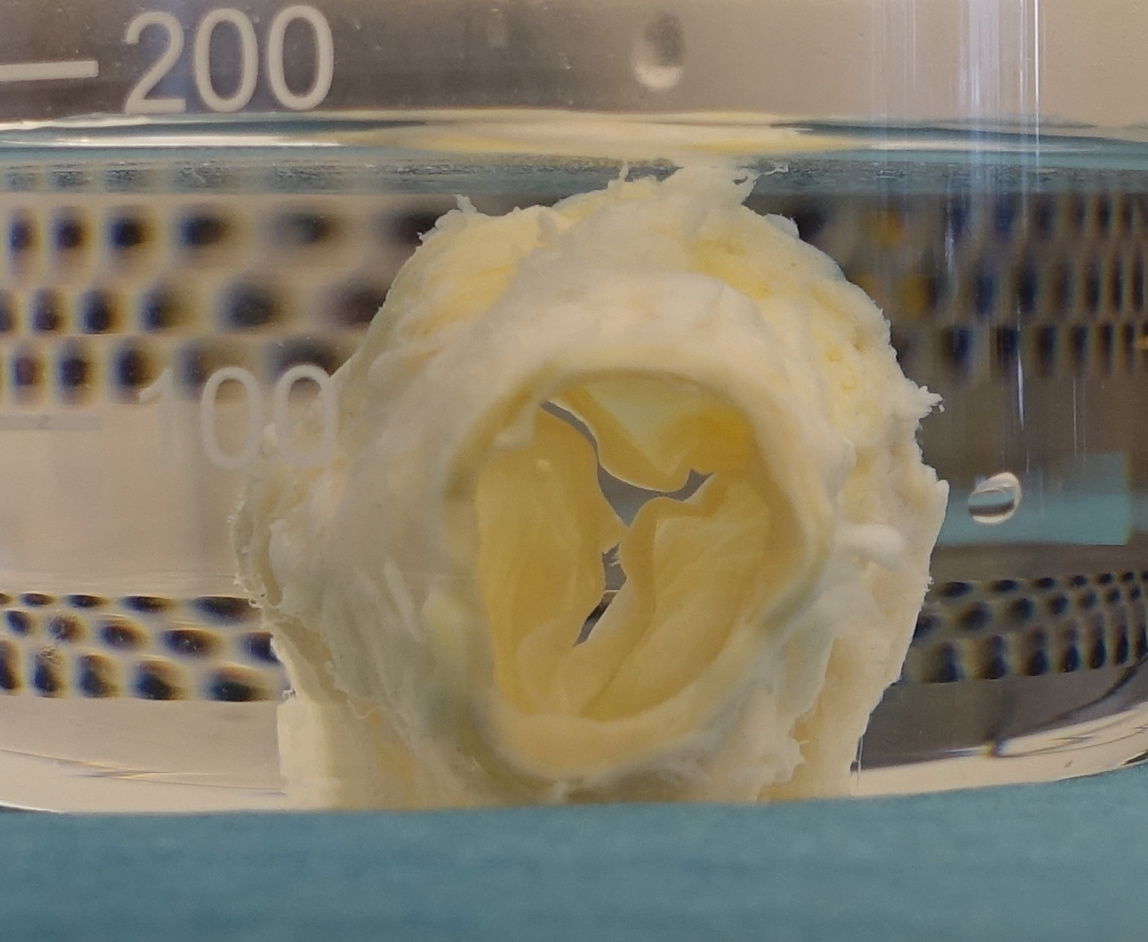
탈세포화 동종이식편된 대동맥 동종이식편

탈세포화(脫細胞化, decellularization)는 생의학 공학에서 조직의 세포외기질(ECM)을 그 안에 서식하는 세포로부터 분리하는 과정으로, 원래 조직의 ECM 조직 스캐폴드를 남겨 인공 장기 및 조직 재생에 사용할 수 있게 한다. 장기 및 조직 이식은 말기 장기 부전에서 성형 수술에 이르기까지 다양한 의학적 문제를 치료한다. 장기 이식의 가장 큰 제약 중 하나는 이식 수혜자의 항체가 기증 장기 내 세포 표면의 기증자 항원에 반응하여 발생하는 장기 거부반응에 기인한다. 불리한 면역계 반응 때문에 이식 환자는 평생 면역 억제 약물을 복용해야 한다. 스티븐 F. 바디락(Stephen F. Badylak)은 피츠버그 대학교 재생의학 맥고완 연구소에서 탈세포화 과정을 개척했다. 이 과정은 세포 성장, 세포 분화 및 조직 발달을 위한 지지체 역할을 하는 천연 생체 재료를 생성한다. 환자 자신의 세포로 ECM 스캐폴드를 재세포화함으로써 유해한 면역 반응이 제거된다. 오늘날 시판되는 ECM 스캐폴드는 다양한 조직공학에 사용 가능하다. 과초산을 사용하여 ECM 스캐폴드를 탈세포화하는 것은 잘못된 것으로 밝혀졌으며 단지 조직을 소독할 뿐이다.
다양한 탈세포화 유도 처리가 가능하며, ECM 스캐폴드가 원래 조직의 구조적 및 화학적 무결성을 유지하도록 물리적, 화학적, 효소적 처리의 조합이 신중하게 모니터링된다. 과학자들은 획득한 ECM 스캐폴드를 사용하여 전구 세포 또는 성체줄기세포(ASC)를 도입하고, 스캐폴드 내에서 분화하여 원하는 조직으로 발달하도록 함으로써 기능적인 장기를 재현할 수 있다. 생산된 장기 또는 조직은 환자에게 이식될 수 있다. 세포 표면 항체와 달리 ECM의 생화학적 구성 요소는 숙주 간에 보존되므로 적대적인 면역 반응의 위험이 최소화된다. ECM 섬유, 성장 인자 및 기타 단백질의 적절한 보존은 전구 세포가 적절한 성체 세포로 분화하는 데 필수적이다. 탈세포화의 성공은 적용된 조직의 구성 요소와 밀도 및 그 기원에 따라 달라진다. 조직 재생을 위한 생체 재료 스캐폴드를 생산하는 탈세포화 방법의 응용은 심장, 피부, 허파, 콩팥, 및 다른 유형의 조직에 존재한다. 완전한 장기 재건은 아직 초기 개발 단계에 있다.

## 과정 개요

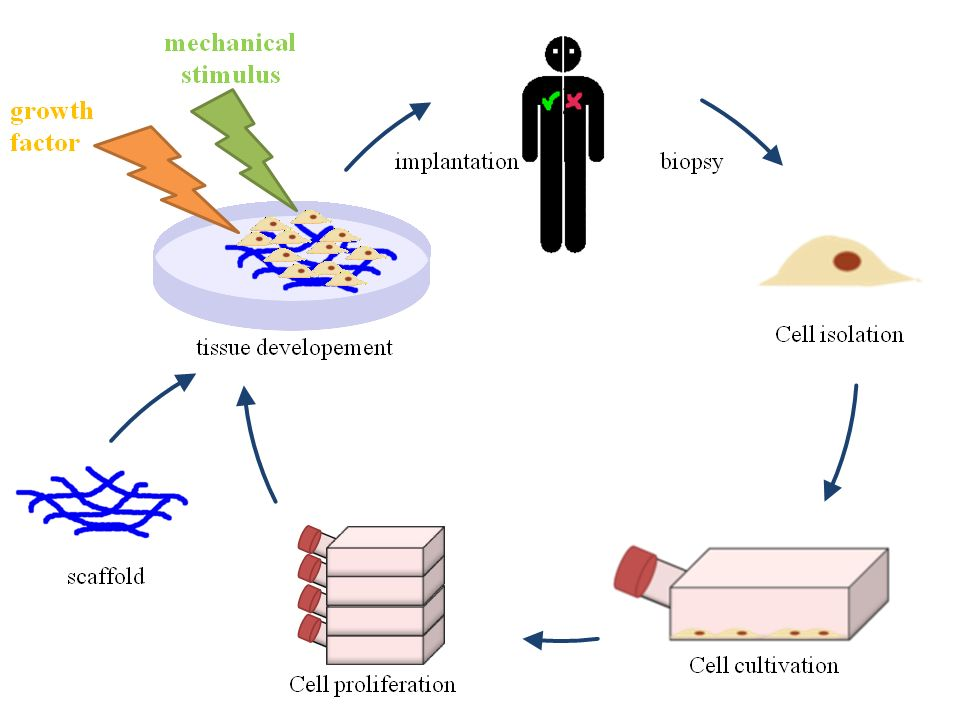
조직공학의 원리

연구자들은 기증자 또는 시체로부터 조직을 채취하고, 세포외 성분을 손상시키지 않으면서 조직 내 세포를 용해시키고 죽일 수 있으며, 그 결과 천연 조직과 동일한 물리적 및 생화학적 기능을 가진 천연 ECM 스캐폴드를 얻을 수 있다. ECM 스캐폴드를 획득한 후, 과학자들은 원래 유형의 조직으로 분화할 수 있는 능력 있는 줄기 또는 전구 세포로 조직을 재세포화할 수 있다. 기증 조직에서 세포를 제거함으로써 기증자의 면역원성 항체가 제거된다. 전구 세포는 숙주로부터 채취할 수 있으므로 조직에 대한 불리한 반응을 보이지 않을 것이다. 조직 및 장기의 탈세포화 과정은 아직 개발 중이지만, 기증자로부터 조직을 채취하고 모든 세포 성분을 제거하는 정확한 과정은 탈세포화 과정으로 간주된다. 탈세포화된 ECM 스캐폴드에서 기능적인 장기로 가는 단계는 재세포화의 범주에 속한다. 인체 조직의 다양한 응용으로 인해 탈세포화 기술은 적용되는 특정 조직에 맞게 조정되어야 한다. 연구된 탈세포화 방법에는 물리적, 화학적, 효소적 처리가 포함된다. 일부 방법이 더 일반적으로 사용되지만, 처리의 정확한 조합은 조직의 기원과 필요한 용도에 따라 달라진다.
다양한 액화 화학 물질과 효소를 장기 또는 조직에 도입하는 방법으로는 관류 및 침지 탈세포화 기술이 사용되었다. 관류 탈세포화는 장기 또는 조직에 광범위한 혈관 시스템이 존재할 때 적용 가능하다. ECM 스캐폴드가 모든 수준에서 그리고 구조 전체에 걸쳐 균일하게 탈세포화되는 것이 중요하다. 이 요구 사항 때문에 혈관화된 조직은 존재하는 동맥, 정맥 및 모세혈관을 통해 화학 물질과 효소를 관류시킬 수 있다. 이러한 메커니즘과 적절한 생리적 조건 하에서 치료제는 장기 내의 모든 세포에 균일하게 확산될 수 있다. 치료제는 과정이 끝날 때 정맥을 통해 제거될 수 있다. 심장 및 폐 탈세포화는 혈관 네트워크가 풍부하기 때문에 종종 이러한 탈세포화 과정을 사용하여 치료제를 도입한다. 침지 탈세포화는 조직을 화학 및 효소 처리제에 담그는 것을 통해 이루어진다. 이 과정은 관류보다 쉽게 수행되지만, 혈관 시스템이 제한적인 얇은 조직에 한정된다.

## 물리적 처리
세포를 용해, 사멸 및 조직 매트릭스에서 제거하는 데 사용되는 가장 일반적인 물리적 방법은 온도, 힘 및 압력, 전기적 파괴를 이용하는 것이다. 온도 방법은 종종 급속 동결-해동 메커니즘으로 사용된다. 조직을 빠르게 동결함으로써 세포막 주위에 미세한 얼음 결정이 형성되어 세포가 용해된다. 세포를 용해시킨 후, 조직은 바람직하지 않은 성분을 분해하고 씻어내는 액화 화학 물질에 더 노출될 수 있다. 온도 방법은 ECM 스캐폴드의 물리적 구조를 보존하지만, 두껍고 강한 조직에 가장 적합하다.
조직에 직접적인 압력을 가하면 ECM 구조가 손상될 것이 확실하므로 압력이 일반적으로 사용된다. 압력 탈세포화는 조직이나 장기에 정수압을 제어하여 사용하는 것을 포함한다. 이는 스캐폴드를 손상시킬 수 있는 통제되지 않은 얼음 결정 형성을 피하기 위해 고온에서 가장 잘 수행된다. 세포막의 전기적 파괴는 조직이나 장기에 존재하는 세포를 용해시키는 또 다른 옵션이다. 조직을 전기 펄스에 노출시키면 세포막에 미세 구멍이 형성된다. 세포는 적용된 자극을 통해 항상성 전기 균형이 파괴된 후 결국 사멸한다. 이 전기적 과정은 비열 비가역적 전기천공법(NTIRE)으로 기록되며, 작은 조직과 생체 내에서 전류를 유도할 수 있는 제한된 가능성에 한정된다.

## 화학적 처리
화학 물질의 적절한 조합은 조직 또는 장기의 두께, 세포외기질 조성 및 의도된 용도에 따라 탈세포화를 위해 선택된다. 예를 들어, 효소는 결합 조직 섬유를 파괴하므로 아교질 조직에는 사용되지 않을 것이다. 그러나 아교질이 고농도로 존재하지 않거나 조직에 필요하지 않은 경우 효소는 탈세포화를 위한 실행 가능한 옵션이 될 수 있다. 세포를 죽이고 제거하는 데 사용되는 화학 물질에는 산, 알칼리 처리제, 이온성 세제, 비이온성 세제 및 양쪽성 이온성 세제가 포함된다.
이온성 세제인 로릴 황산 나트륨(SDS)은 ECM에 심각한 손상을 주지 않으면서 세포를 용해하는 데 높은 효능을 가지기 때문에 일반적으로 사용된다. 세제는 세포막을 효과적으로 용해시키고 내용물을 추가 분해에 노출시킨다. SDS가 세포막을 용해시킨 후, 엔도뉴클레아제와 엑소뉴클레아제는 유전 물질을 분해하고, 다른 세포 성분은 가용화되어 매트릭스에서 씻겨 나간다. SDS는 ECM 구조를 약간 손상시키는 경향이 있음에도 불구하고 일반적으로 사용된다. 알칼리 및 산 처리는 핵산을 분해하고 세포질 봉입체를 가용화하는 능력 때문에 SDS 처리와 효과적인 동반자가 될 수 있다.
가장 잘 알려진 비이온성 세제는 트라이톤 X-100으로, 지질-지질 및 지질-단백질 상호작용을 파괴하는 능력 때문에 인기가 있다. 트라이톤 X-100은 단백질-단백질 상호작용을 방해하지 않으므로 ECM을 온전하게 유지하는 데 유리하다. EDTA는 칼슘을 결합하는 킬레이트제로, 칼슘은 단백질이 서로 상호작용하는 데 필요한 성분이다. 칼슘을 사용할 수 없게 함으로써 EDTA는 세포 간의 필수 단백질이 서로 결합하는 것을 방지한다. EDTA는 종종 트립신과 함께 사용되는데, 트립신은 조직 내 인접 세포의 필수 단백질 간에 이미 존재하는 결합을 절단하는 단백질 분해 효소로 작용한다. 함께, EDTA-트립신 조합은 조직을 탈세포화하는 데 좋은 팀을 이룬다.

## 효소적 처리
탈세포화 처리에서 사용되는 효소는 핵산, 인접 단백질을 통한 상호작용 세포 및 기타 세포 구성 요소 간의 결합과 상호작용을 끊는 데 사용된다. 라이페이스, 써몰리신, 갈락토시다제, 핵산 분해 효소, 트립신은 모두 세포 제거에 사용되었다. 세제, 산, 물리적 압력 등으로 세포가 용해된 후, 엔도뉴클레아제와 엑소뉴클레아제는 유전 물질의 분해를 시작할 수 있다. 엔도뉴클레아제는 서열 중간에서 DNA와 RNA를 절단한다. 엔도뉴클레아제인 벤조아제(Benzoase)는 ECM 스캐폴드에서 추가로 분해되고 제거될 수 있는 여러 개의 작은 핵 조각을 생성한다. 엑소뉴클레아제는 DNA 서열의 끝에서 작용하여 포스포다이에스터 결합을 절단하고 핵산 서열을 추가로 분해한다.
트립신과 같은 효소는 단백질 간의 상호작용을 절단하는 단백질 분해 효소로 작용한다. 트립신은 ECM의 아교질 및 엘라스틴 섬유에 부작용을 일으킬 수 있지만, 시간 제한적으로 사용하면 세포외 섬유에 미칠 수 있는 잠재적 손상을 제어할 수 있다. 디스파아제(Dispase)는 세포의 원치 않는 응집을 방지하는 데 사용되며, 이는 ECM 스캐폴드로부터의 분리를 촉진하는 데 유용하다. 실험에 따르면 디스파아제는 허파 조직 재생에서 폐와 같은 얇은 조직 표면에서 가장 효과적이다. 디스파아제로 조직의 깊은 세포를 성공적으로 제거하려면 종종 기계적 교반이 과정에 포함된다.
콜라게나아제는 ECM 스캐폴드 제품이 온전한 아교질 구조를 필요로 하지 않을 때만 사용된다. 라이페이스는 탈세포화된 피부 이식이 필요할 때 일반적으로 사용된다. 리파아제 산은 탈지질화를 통해 진피 조직을 탈세포화하고 지질이 많은 세포 간의 상호작용을 끊는 기능을 한다. 효소인 알파-갈락토시다제는 세포 표면에서 갈 에피토프 항원을 제거할 때 관련 치료법이다.

## 응용
천연 ECM 스캐폴드는 능력 있는 전구 세포 및 줄기 세포의 성장과 특수화를 촉진하는 데 필요한 물리적 및 생화학적 환경을 제공한다. 무세포 매트릭스는 여러 다른 조직과 장기에서 시험관내 및 생체내로 분리되었다. 탈세포화된 ECM은 3D 바이오프린팅을 위한 바이오 잉크를 준비하는 데 사용될 수 있다. 탈세포화된 조직에서 가장 성공적인 적용은 뼈 및 피부 이식과 같이 특수성이 적은 대칭 조직에서 나타났다. 그러나 장기 수준에서의 연구와 성공은 계속 진행 중이다.
무세포 진피 매트릭스는 여러 다른 응용 분야에서 성공적이었다. 예를 들어, 피부 이식은 성형 수술과 화상 치료에 사용된다. 탈세포화된 피부 이식은 손상된 부위에 기계적 지지를 제공하면서 숙주 유래 결합 조직의 발달을 지원한다. 심장 조직은 천연 ECM 매트릭스에서 인간 판막을 개발하는 데 임상적 성공을 거두었다. 로스 수술(Ross procedure)로 알려진 기술은 무세포 심장 판막을 사용하여 결함 있는 판막을 교체하여, 원래 세포가 새로 기능하는 판막을 재구성하도록 한다. 탈세포화된 동종이식편은 환자의 뼈 재건 및 변형된 뼈 교체에 사용되는 뼈 이식에서 중요했다.
심근 조직 공학의 한계는 이식된 심장을 환자에게 즉시 관류하고 씨딩하는 능력에서 비롯된다. ECM 스캐폴드가 천연 조직의 단백질과 성장 인자를 유지하지만, 탈세포화된 심장 스캐폴드를 사용하는 연구자들은 아직 분자 수준의 특수화를 활용하지 못했다. 탈세포화 기술을 사용하여 전체 장기를 사용하는 데 더 나은 성공은 폐 연구에서 발견되었다. 과학자들은 쥐 폐를 사용하여 관류 탈세포화를 통해 쥐 폐에서 전체 폐를 시험관내에서 재생할 수 있었다. 태아 쥐 폐 세포로 매트릭스를 씨딩함으로써 기능하는 폐가 생산되었다. 시험관내에서 생산된 폐는 쥐에게 성공적으로 이식되었는데, 이는 시험관내에서 생산된 장기를 환자에게 이식할 가능성을 입증한다.
탈세포화의 다른 성공은 소장 점막하 조직(SIS), 콩팥, 간, 및 췌장 공학에서 발견되었다. SIS 매트릭스는 얇은 재료이므로 화학 및 효소 처리제에 조직을 침지하여 탈세포화할 수 있다. 콩팥 조직 공학은 아직 개발 중이지만, 시체 콩팥 매트릭스는 강력한 태아 콩팥 세포의 발달을 지원할 수 있었다. 췌장 공학은 장기의 분자 특이성을 입증한다. 과학자들은 아직 완전히 기능하는 췌장을 생산하지는 못했지만, 특정 부분에서 기능하는 장기를 생산하는 데 성공했다. 예를 들어, 쥐의 당뇨병은 특정 부위에 췌장 매트릭스를 씨딩함으로써 감소하는 것으로 나타났다. 탈세포화된 조직 매트릭스의 미래 적용은 아직 발견 중이며 재생 연구에서 가장 희망적인 분야 중 하나로 간주된다.

## 같이 보기
- 장기 이식
- 인간의 재생
- 재생의학
- 조직공학
- 이식거부반응